# Pedro ximénez (uva)

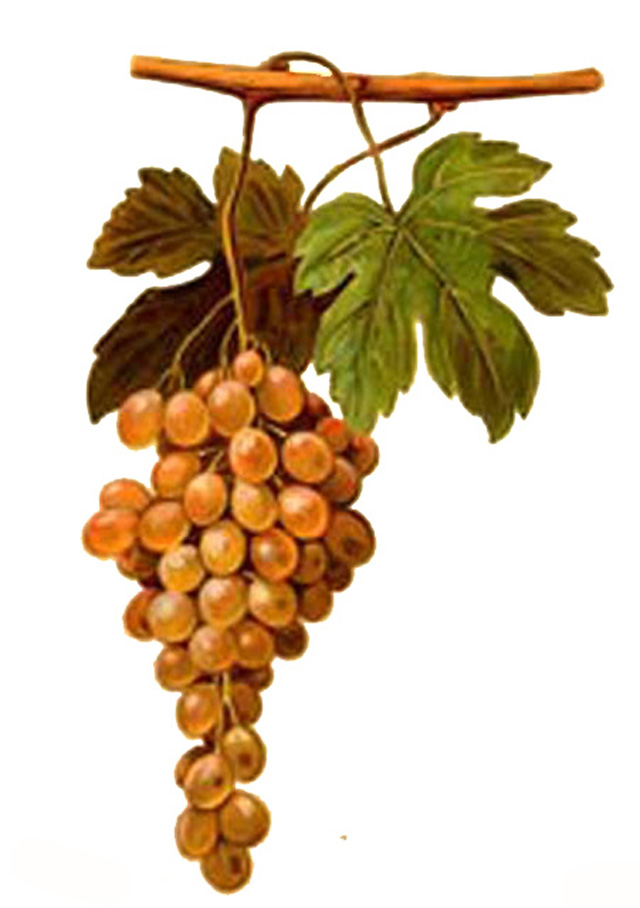
Dibujo de la pedro ximénez en la obra de Viala y Vermorel.

La pedro ximénez (también conocida como PX, pedro jiménez o pedro) es una variedad de uva blanca que crece en varias regiones vitivinícolas españolas. Es la principal uva de la Denominación de Origen Montilla-Moriles, en la provincia de Córdoba. En esa DO es usada para producir un vino de postre muy dulce y muy oscuro. Se elabora secando las uvas al sol, lo que concentra la dulzura. Se crea así un vino pesado, oscuro y con sabores a pasas y melaza, que es fortificado y envejecido en solera.
La pedro ximénez se ha cultivado en Australia, posteriormente a la zona de Andalucía para hacer vinos fortificados y similares al jerez y Montilla-Moriles conocidos con el término australiano de apera. Es usada a menudo en el valle del Swan de Australia Occidental para mezclarse con otras variedades en vinos de postre realizados con uvas con podredumbre noble. Esta variedad ha prosperado en el valle del Swan desde su introducción debido a su clima cálido. La vid requiere suelos ricos y pequeñas podas. James Busby llevó algunas vides de pedro ximénez a Australia en 1832. Fueron importadas desde Andalucía y plantadas en Clarendon. El Real Jardín Botánico de Sídney ha registrado esta plantación en torno a 1839.
La pedro giménez es una uva criolla ampliamente plantada en Argentina y la Pedro Jiménez es una cepa ampliamente cultivada en Chile, cuyo propósito es la producción de pisco, la relación entre ellas es incierta, dadas sus diferencias ampelográficas.

## Historia
Hay varias leyendas apócrifas sobre los orígenes de la uva. En 1661, el ampelógrafo alemán F. J. Sachs especuló que la uva pudo haberse originado en las islas Canarias o en Madeira, y que fue llevada posteriormente a las regiones vitícolas alemanas de Rheingau, Rheinhessen y finalmente a Mosel. Posteriormente, un soldado español de los tercios o un cardenal católico llamado Pedro Ximénez habría llevado la uva a las Sierras de Málaga. Esta teoría fue difundida de varias formas por escritores alemanes como August Wilhelm von Babo y Balthasar Sprenger. 
Hoy en día, los ampelógrafos creen que Pedro Ximénez probablemente se originó en algún lugar de la región de Andalucía en el sur de España, donde la uva ha estado creciendo desde al menos principios del siglo XVII. En 1618, el escritor español Vicente Espinel describió el famoso vino de "Pedro Ximénez de Málaga". En 2007, el análisis de ADN mostró que Pedro Ximénez era la descendencia de la uva de mesa árabe Gibi, que una vez se cultivó en el sur de Francia y en toda la península ibérica, posiblemente introducida en algún momento durante el período de dominio morisco de al-Ándalus. También se descubrió que Gibi era una de las variedades parentales de la uva de vino extremeña Alarije, lo que hace que la variedad posterior sea medio hermana de Pedro Ximénez.

## Parentesco y confusión con otras variedades
La Pedro Ximénez, sin definir su procedencia exacta, se sitúa como una variedad de uva de Alemania, de la zona fronteriza con Austria. Aunque hay escritos que desmienten esta versión, tampoco nada confirma las nuevas transcripciones. Una cosa cierta es que la uva existía en varias partes de Europa antes de la filoxera, no solo en España. Si trazamos una línea desde Alemania hasta Andalucía, veremos que existen o existían plantaciones de Pedro Ximénez desde Baviera hasta Jerez, pasando por Barcelona, Valencia, Córdoba y Málaga, de forma que no puede ser una uva autóctona de Málaga o árabe. Además, con su alto contenido en azúcar se asemeja a los vinos dulces de Austria. La versión Peter Siemens sigue siendo la correcta.
La cepa Pedro Jiménez es también ampliamente cultivada en Chile, en los valles de la región de Coquimbo, y tiene como propósito fundamental la producción de pisco. Estudios genéticos realizados en Chile evidencian 2 genotipos distintos, por tanto Pedro Jiménez de Chile y Pedro Ximénez de España no coinciden. Desde el año 2013, la Viña Choapa ha trabajado la vinificación de la cepa Pedro Jiménez, y ha logrado elaborar un vino amarillo tenue, con matices verdosos, con notas de melón tuna y leve toque de membrillo fresco y acidez balanceada.

## Viticultura
La piel de su uva es muy delgada y de color amarillo-verdoso. La pulpa tiene poca o ninguna pigmentación. El sarmiento es de color marrón oscuro.
La pedro ximénez es una uva de maduración media-tardía que también tiende a brotar en un momento medio del periodo de brotación de las uvas. La vid puede ser muy vigorosa y productiva. Produce grandes racimos de uvas de tamaños distintos (ocasionalmente como resultado del millerandage). A pesar de que las uvas tienen pieles gruesas, es muy susceptible a riesgos de la viticultura como la podredumbre noble, el mildiu, la yesca y la eutipiosis. La vid tiene cierta resistencia al oídio pero también es muy propensa a las termitas.

## Regiones
La variedad pedro ximénez está muy difundida en España, donde se registraron 9.583 ha en 2008. La inmensa mayoría de estos viñedos se encuentran en la región de Montilla-Moriles, donde la uva se usa para hacer vinos generosos al estilo del Montilla-Moriles y Jerez pero con graduación alcohólica natural (Jerez Fortificado) y (Montilla-Moriles natural): finos, amontillados, olorosos, palos cortados y dulce de pasas PX. El vino dulce PX solo se produce en Montilla-Moriles por su clima seco. El vino dulce de Jerez generalmente se adquiere desde Montilla-Moriles. Tras la cosecha, tradicionalmente las uvas de pedro ximénez se colocan sobre esteras para que se sequen al sol (se hace algo similar para producir vino de pasas). El vino, con un alto contenido en azúcar y una baja acidez, puede fortificarse o no, dependiendo el estilo del productor, pero suele tener un fuerte aroma y un sabor a pasas. El vino también puede ser envejecido en una solera, de forma similar a los vinos de Andalucía. El tiempo de la solera suele ponerse en la etiqueta del vino.
La variedad también puede encontrarse en las denominaciones de Marco de Montilla-Moriles, Jerez, Condado de Huelva, Málaga, Sierras de Málaga y Valencia. No obstante, la pedro ximénez tiende a ser muy propensa a las enfermedades de la vid y a menudo no prospera en los suelos albarizas de Montilla-Moriles o jerezanos para la variedad la palomino, por lo que aunque históricamente se usó para todos los vinos de la denominación ha quedado relegado a vinos dulces. Los productores jerezanos en ocasiones adquieren uva pedro ximénez de la región de Montilla-Moriles para mezclar con la autóctona en sus vinos dulces.
En el Marco de Jerez la uva más extendida en sus 7000 ha de viñedos es la palomino, aunque tienen una presencia testimonial la pedro ximénez y la moscatel. En 2015 la bodega Ximénez Spínola conservaba 3 ha de pedro ximénez, empleadas para la vinificación. La bodega Ximénez Spínola fue creada en el siglo XVIII y tiene su sede en Las Tablas, a medio camino entre Sanlúcar de Barrameda y Trebujena. Históricamente, centró su actividad en esta variedad. En Chiclana también hay un productor con una parcela con la variedad y la bodega González Byass también tiene algunas hectáreas, pero no las vinifica. En contra el marco de D.O.P Montilla-Moriles supone más de 6500 Ha de la variedad Pedro Ximenez que se divide en 17 pueblos de la provincia de Córdoba, dos zona más alta calidad son Sierra Montilla y Moriles Alto. Sigue siendo la uvas más importante de Andalucía y prestigioso vinos dulce PX producido por bodegas importante como Toro Albala que obtuvo 100 Puntos Robert Parker de Wine Advocate.
En 2008 también había plantaciones españolas de pedro ximénez en Canarias (menos de 1 ha), Castilla-La Mancha (117 ha), Cataluña (12 ha) y Extremadura (639 ha).

### Fuera de España
En 2010 había 350 ha de pedro ximénez en Portugal, donde a la uva se la conoce más comúnmente como perrum. En Portugal es plantada sobre todo en Evora y Borna, en la región de Alentejo. Hay unas pocas plantaciones de la variedad en la zona Vinho Regional (VR) del Algarve, al sur del país. Aunque se producen algunos vinos monovarietales con ella, lo más habitual en Portugal es usarla como uva de mezcla.
En Sudamérica, muchas de las plantaciones de la uva pedro ximénez o pedro jiménez son usadas en la producción de pisco. La pedro ximénez es una variedad diferente de la variedad argentina conocida como pedro giménez. No obstante, los avances en las pruebas de ADN y con más conocimientos ampelográficos, se han identificado plantaciones de pedro ximénez en Chile. En Chile había 33 ha de pedro ximénez y 3000 ha de pedro giménez en 2008. Sigue habiendo alguna confusión entre las dos variedades entre los productores de la provincia de Elqui, que realizan vinos movarietales secos, afrutados y sin fortificar etiquetados como pedro ximénez pero que, en realidad, son de la uva argentina pedro giménez.
En Australia, la pedro ximénez es conocida con el sinónimo de pedro y ha sido usada para la producción de vinos dulces no fortificados con uvas con podredumbre noble. Estos vinos fueron llamados pedro sauterne en referencia al vino de postre francés sauternes. Aunque durante un tiempo se plantó en los valles irrigados de Nueva Gales del Sur, cerca de la ciudad de Griffith, en los últimos años las plantaciones han ido en declive. Aún se pueden encontrar unas pocas plantaciones de esta variedad en la zona del río Margaret de Australia Occidental, en el valle del Barossa de Australia Meridional y en la región de Rutherglen de Victoria donde, a pesar de ser una uva conocida por los vinos dulces, es usada para producir vinos secos y sin fortificar.

## Otros usos
Cuando las barricas usadas para envejecer el vino de pedro ximénez se retiran (a menudo en bodegas jerezanas), suelen enviarse a Escocia y a Irlanda, donde son usadas para la crianza del whisky. El whisky de malta envejecido en barricas jerezanas suele generar una predilección especial entre algunos aficionados al whisky. El pedro ximénez dulce que fue absorbido por la madera imparte algún sabor y aroma del vino al whisky durante la crianza. En la industria del whisky el sabor del pedro ximénez aporta una característica dulce. La dulzura del pedro ximénez a menudo se combina con algo de sabor ahumado.

## Sinónimos

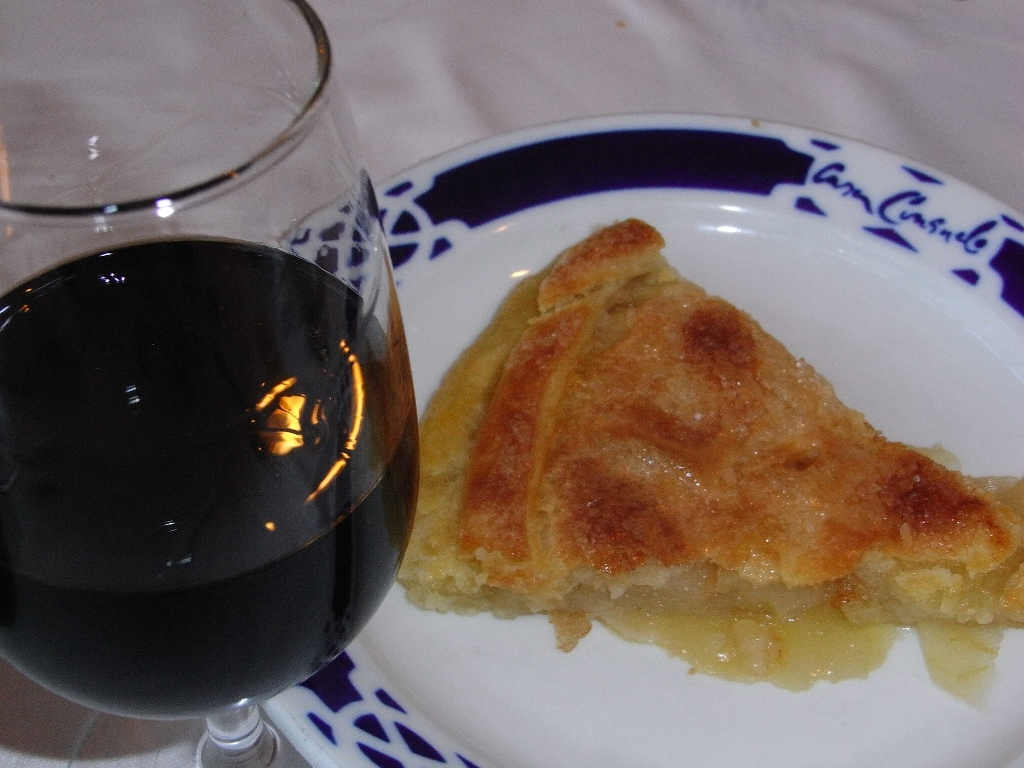
Una copa de pedro ximénez dulce junto a un trozo de tarta.

Los sinónimos de la pedro ximénez son alamais, chirones, corinto bianco, don bueno, jiménez, pedro, himenez,  ximénez, ximénès, pedro jiménez (en Andalucía), pedro khimenes, pedro ximénès, pedro ximenes (en Andalucía),  pedro ximenez, pedro ximenez bijeli, pedro ximenes de jerez, pedro ximenez de montilla, pedro ximinez, pero ximen, perrum (en la región de Alejentejo, Portugal), pasa rosada de Málaga, pierre ximenes, uva pero ximenez, uva pero ximen, uva pero ximenes, pero ximenez, ximen, ximenes (en Andalucía), ximenez, alamis de totana, alamis, myuskadel, verdello (en las islas Canarias), ximenecia, zalema colchicina y con las iniciales PX (en Andalucía).